# Јован Дутина
Јован Дутина (Орах, 14. септембар 1939 — Београд, 23. април 2001) био је редовни професор, оснивач и први декан Факултета за производњу и менаџмент Требиње, као и посланик у Народној скупштини Републике Српске у њеном петом сазиву.

## Биографија
Рођен је у Ораху, Билећа, 14. септембра 1939. године. Основну школу завршио је у Чепелици, а нижу реалну гимназију у Билећи. Индустријску школу металске струке завршио је 1957. године у Требињу. Средњу техничку школу (машински смјер) завршио је у Сарајеву. Од 1985. до 1962. радио је у предузећу Зрак у Сарајеву. Школске 1962/63. године уписао је Машински факултет, одсјек за производњу, гдје је дипломирао 1966. године. Постдипломски студиј из организационих наука уписује 1968, а магистарску тезу брани 1971. године на истом факултету. Докторску дисертацију под називом Избор оптималне технолошке алтернативе одбранио је 1975. године на Машинском факултету у Сарајеву. У звање доцента из предмете Математичке методе у инжењерско-економским анализама и Економика и организација производње 2, изабран је 1976. године. На Машинском факултету у Сарајеву је радио од 1983. са пуним радним временом током којег периода је изабран за ванредног професора за предмете Методе оптимизације производних и пословних система и Управљање производњом. У звање редовног професора изабран је на Факултету за производњу и менаџмену Требиње 1998. године. Од 1968. до 1974. године предавао је предмет Математика на Артиљеријској академији у Сарајеву, а на постдипломском студију Техничке школе копнене војске у Загребу школске 1976/77. предавао је предмет Управљање квалитетом. На Машинском факултету у Подгорици био је ангажован од 1993. на предмету Поузданост и одржавање техничких система на постдипломском студију. Од јуна 1995, када је основан Факултет за производњу и менаџмент Требиње вршио је дужност декана све до своје смрти 2001. године. Био је посланик у Народној скупштини Републике Српске у њеном петом сазиву. Универзитет у Источном Сарајеву је 2012. године постхумно додијелио Плакету за истакнути рад и достигнућа у наставној, научној, умјетничкој, културној и спортској дјелатности факултета проф. др Јовану Дутини. Умро у Београду 23. априла 2001. године.